# Trimmlap

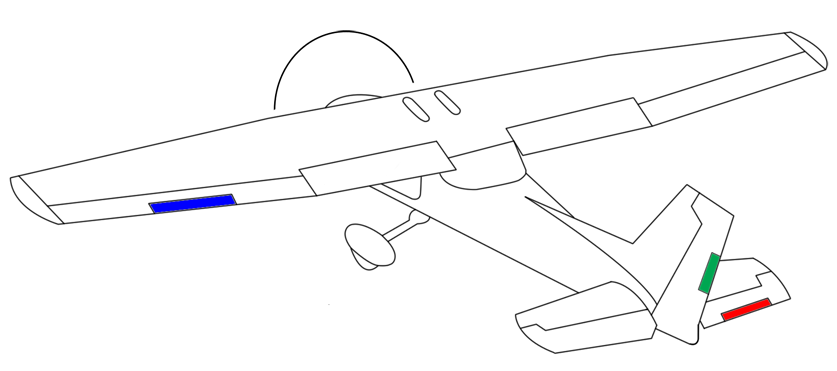
A trimmlapok jellemző elhelyezkedése merev szárnyú repülőgépen: a magassági kormányon (piros), oldalkormányon (zöld) és a csűrőn (kék)

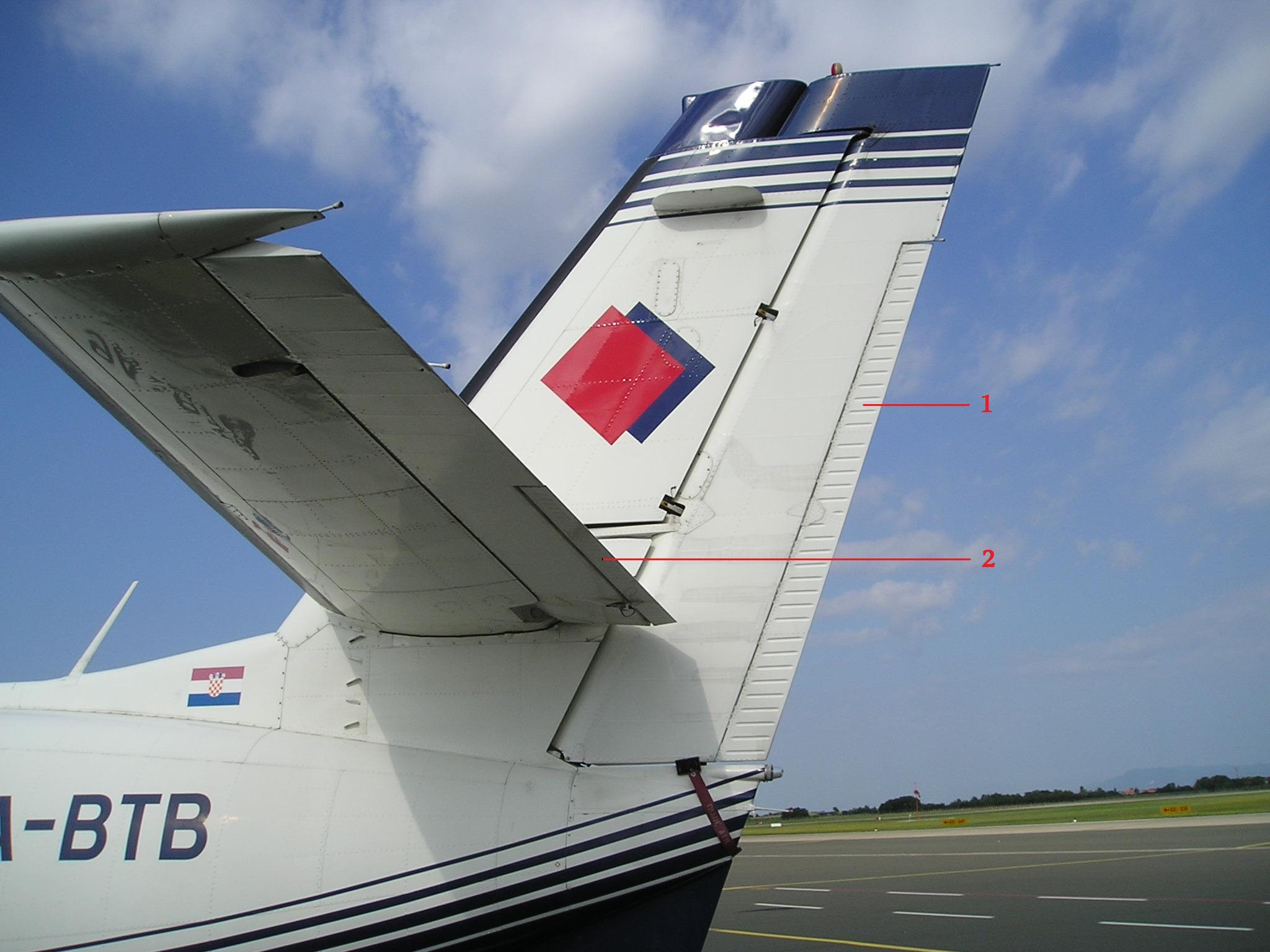
Trimmlapok L–410 Turbolet repülőgépen. Az 1-es az oldalkormány, a 2-es a magassági kormányfelület trimmlapját jelöli

A trimmlap légi járművek kormánylapjainak kilépőélén kialakított kisebb felületű, állítható állásszögű lap, amely a pilótának a repülőgép kormányzásához kifejtett erejét igyekszik csökkenteni. Ezt a hatást a trimmlap állásszögének állításával lehet elérni.
A pilóta által a kormányra kifejtendő erő csökkentésére szolgáló egyik legrégebbi módszer a trimmlapok használata. Ilyen lapokat merevszárnyú gépeken, géptípustól függően a magassági kormányon, a csűrőn és az oldalkormányon egyaránt kialakíthatnak. A jól beállított trimmfelületek nem szüntetik meg a kormányra ható erőket, mert ezzel elveszne a pilóta számára fontos visszajelző kormányerő, de kezelhető mértékűre csökkentik azokat.

## Működési elve
Ha valamelyik kormánylapot tartósan kitérített állapotban kell tartani, akkor a pilóta karja a csökkentett erő ellenére is elfárad, és nem is tud a térképpel, navigációval és egyéb vezetéshez szükséges tevékenységgel foglalkozni. Ezért a trimmlapok szögének állításával megváltoznak a szárnyra ható aerodinamikai erők, ennek köszönhetően a kormányerő teljesen kiegyensúlyozható. Az előbbiekkel látszólag ellentétben ennek jótékony hatása van, így ugyanis a kormánylap erőmentes állapota egy kitérített helyzet lesz. Ha tehát a kormányt valamilyen hatás ellensúlyozásra kissé kitérítve kell tartani, akkor elég a trimmlap helyzetén állítani, a kormánylap ezzel automatikusan elmozdul, és megtartja új, erőmentes helyzetét. Ily módon a gép lassú kormányozása, még inkább egy stabil repülési helyzet felvétele érhető el. Ha a gép megfelelően "ki van trimmelve", akkor a kormány használata nélkül is stabilan repül. Mindhárom kormányzási irányban lehet trimmelni, kiegyenlítve az erők esetleges aszimmetriáját, de jellemzően a magassági trimm van használatban az út folyamán, egyenletes magasságváltáskor vagy tartós vízszintes repülés beállításához.
Ilyen helyzet másképp is előállítható, így például a Concorde-on a törzs közepén és a farokban levő üzemanyagtartályok között üzemanyag átszivattyúzásával tudták a gépet kissé orrnehézzé vagy faroknehézzé tenni, ami megváltoztatta a gép állásszögét. A csűrőtrimmre, és ezáltal a csűrőlap kitérítve tartására olyankor kerülhet sor, ha a két szárny súlya vagy az azokon ébredő felhajtóerő valamiért aszimmetrikussá válik, például féloldalas jegesedés, eltérően fogyasztott üzemanyag vagy féloldalas szél miatt. Az oldalkormány kitérítve tartása olyankor szükséges, amikor a két hajtómű tolóereje nem azonos és másként ezt nem lehet korrigálni; illetve erős oldalszélben való "rátartáshoz".
A kormánylap kilépő élén egy kisebb felületű lap van, amely a kormánylappal ellentétes irányban tér ki, olyan erőt létrehozva, amely a kormánylapot a kitérített helyzetben próbálja megtartani. A kitérített állású kormánylapot a levegő megpróbálja visszatolni, ez az erő a kitérítés mértékével és a sebességgel is arányos. Ugyanakkor tényleg fontos, hogy a jól beállított trimmfelületek nem szüntetik meg a kormányra ható erőket, hiszen ezzel megszűnne a pilóta számára fontos visszajelző kormányerő, csak kezelhetőbbé teszik a gép irányítását a rátartás csökkentésével.

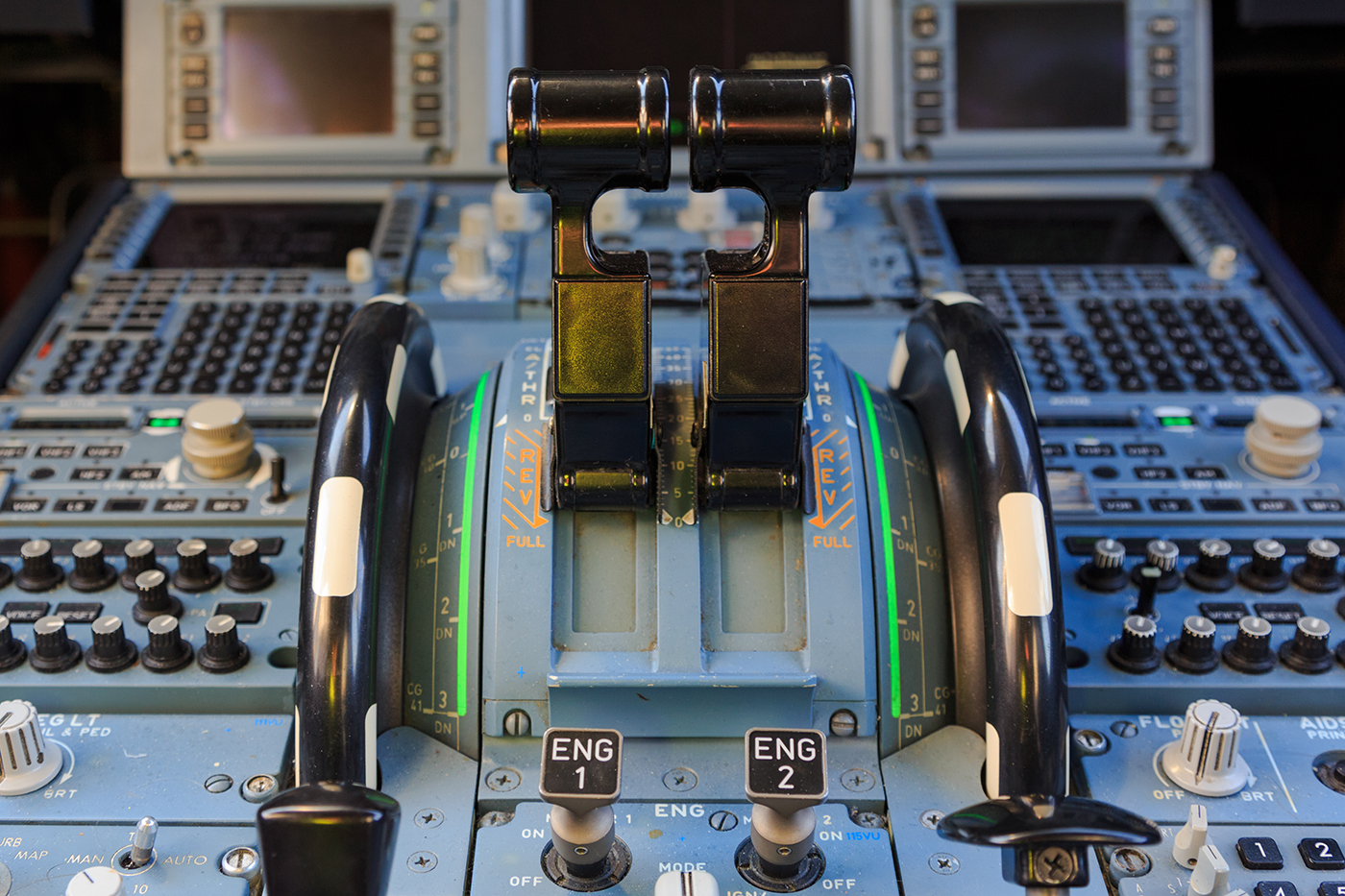
Utasszállító gépeken a fekete-fehér kerekek eltekerésével trimmelhető ki a repülőgép.

A trimmelés szerepét ugyanakkor a repülőgép súlypontjának beállításánál is érdemes megemlíteni. A stabil repülés érdekében a legtöbb repülőgép súlypontja ugyanis a szárny felhajtóerejének középpontja előtt helyezkedik el. Ez orrnehéz állapotot okoz, amit úgy kell kiegyenlíteni, hogy a magassági kormányt felfelé terelik, és egy lefelé irányuló erőt hoznak létre. Annak érdekében, hogy a pilótának ne kelljen visszanyomást gyakorolnia a kormánykerékre, a magassági kormányon lévő trimmelő lapot úgy lehet beállítani, hogy a magassági kormányt enyhén kitérített helyzetben tartsa.

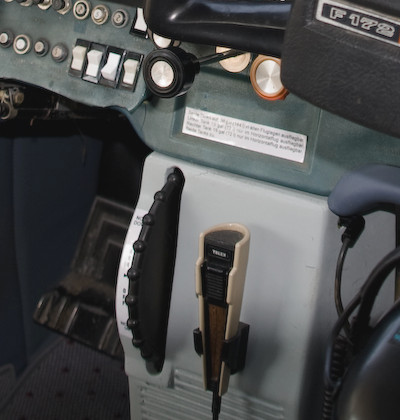
Kisgépeken a pilótafülkében a kormánykerék tekerésével állítható a trimmlap állásszöge (a képen egy Cessna 172 pilótafüljéje)

### Katonai használat
A háborúk során a katonai repülőgépeken a trimmlapok gyakran önkéntelenül is tartalék vezérlőrendszerként szolgáltak a sérült kormányfelületű gépeknél. Mivel a trimmlapokat általában egy önálló vezérlőrendszerből álló kábelek, rudazatok és/vagy hidraulikus vezetékekből álló rendszer irányítja, az elsődleges kormányfelületek elvesztését szenvedett repülőgépekkel gyakran haza lehetett repülni "a trimmlapokon", ugyanis a trimmel megfelelően helyettesíthették a nem működő elsődleges kormányfelületeket.
Az ilyen irányítás ugyanúgy lehet hatékony, ha lassabb és korlátozottabb is, mint az elsődleges vezérlés, de lehetővé teszi a repülőgép irányítását és manőverezését. Más sérülések esetén, mint például a motor meghibásodása vagy olyan sérülések, amelyek aszimmetrikus légellenállást váltottak ki a repülés során, a trimmlapok felbecsülhetetlen értékűek voltak ahhoz, hogy segítségükkel a pilóta a levegőben tartsa a repülőgépet anélkül, hogy állandó erőt kellett volna kifejtenie a botra vagy a kormányra, hogy a repülőgép egyenesen repüljön.